# The Tracks of My Tears
The Tracks of My Tears est une chanson chantée à l'origine par The Miracles en 1965 sur label Tamla (Motown).
Écrite par Smokey Robinson, Pete Moore et Marv Tarplin, cette chanson d'amour plusieurs fois primée. Elle a notamment reçue le Grammy Hall of Fame Award et est répertoriée par le magazine Rolling Stone comme la 50e des « 500 plus grandes chansons de tous les temps ».
Elle fait l'objet de nombreuses reprises.